# Star Wars: Epizoda III – Pomsta Sithů
Star Wars: Epizoda III – Pomsta Sithů (v anglickém originále Star Wars: Episode III – Revenge of the Sith) je americký sci-fi film z roku 2005, v pořadí šestý ze série Star Wars. V dějové chronologii se řadí na třetí místo.

## Příběh
Film přenese diváky do období pomalého konce Klonových válek; občanské války mezi silami Galaktické Republiky a Separatistů. Vůdce armády Separatistů, kyborg generál Grievous, pronikl až na Coruscant a unesl kancléře Palpatina. Film začíná v okamžiku, kdy Grievousova vlajková loď s Palpatinem na palubě svádí na oběžné dráze Coruscantu bitvu s republikovými klonovými jednotkami. Hrdinové filmu, rytíři Jedi Obi-Wan Kenobi a Anakin Skywalker, se snaží na stíhačkách proniknout na loď a Palpatina zachránit. Na lodi přistanou, najdou Palpatina, a Anakin dokonce zabije Sitha hraběte Dooku, který ho minule i s Obi-Wanem porazil. Grievous uteče v záchranném modulu, protože loď je zničená a řítí se na povrch planety. Anakinovi se ale povede s lodí přistát a zachrání Palpatina i Obi-Wana.
Po přistání na Coruscant se Anakin setká s Padmé Amidalou, svou tajnou manželkou, a ta mu řekne, že s ním čeká dítě. V noci se mu však zdá sen, stejný jako ten, který ho předtím varoval před smrtí jeho matky, a tentokrát oznamuje, že Padmé zemře při porodu. Následující den se setká s Palpatinem a Palpatine mu vypráví legendu o sithském mistru (Darth Plagueis), který dokázal pomocí Síly navracet život. Na závěr mu řekne, že rozvědka zjistila, že Grievous se ukrývá na planetě Utapau a že navrhne Radě Jediů, aby poslala Anakina zabít ho.
Rada však místo Anakina vybere Obi-Wana a Anakin propadne záchvatu vzteku. Palpatine mu slíbí, že zařídí, aby byl jmenován do rady Jediů jako Palpatinův osobní zástupce. Rada sice souhlasí se jmenováním Anakina, ale nepovýší jej na mistra Jedie, a navíc po Anakinovi žádá, aby pro ně špehoval Palpatina. Uražený Anakin přestává Radě důvěřovat.
Obi-Wan mezitím s klonovými vojáky odlétá na Utapau. Najde Grievouse a po dlouhém souboji jej zabije. Kloni mezitím bojují s Grievousovými droidy. Z planety však stihne uniknout vedení konfederace nezávislých systémů, v čele s Nutem Gunrayem, které se ukryje na sopečné planetě Mustafar.
Na Coruscantu odhaluje Palpatine Anakinovi svou pravou totožnost; je to Sithský Lord Darth Sidious a byl mistrem hraběte Dooku. Anakin prozradí Palpatinovo tajemství mistrovi Windu a ten se s dalšími třemi Jedii vydává do kancléřovy kanceláře, aby Sidiouse zatkli. V souboji zemřou všichni Jediové kromě mistra Windu, který Sidiouse odzbrojí. Sidious se pokusí poranit mistra Windu sithským bleskem, jenže Windu odrazí blesky světelným mečem a Sidious je jimi zohaven. Do místnosti však vrazí Anakin, který mistrovi Windu slíbil, že tam nepřijde, ale myslí si však, že může Padmé zachránit jen tak, že se stane Sidiousovým učedníkem a naučí se Silou oživovat lidi. Proto zaútočí na mistra Windu a tak poskytne Sidiousovi příležitost, aby ho nakonec zabil sithským bleskem. Poté Sidious přijme Anakina za učedníka a dá mu sithské jméno Darth Vader. Jako první úkol dostane Anakin vyvraždit mistry a padawany v chrámu Jediů. Sidious převezme poté vedení nad klonovou armádou a nařídí vojákům, aby pobili všechny Jedie (tzv. rozkaz 66). Zároveň posílá Anakina, aby vyvraždil radu Separatistů na planetě Mustafar a tak ukončil Klonové války. Anakin se loučí s Padmé a odlétá. Na Mustafaru splní svůj úkol a čeká na další rozkazy.
Senátor Organa, přítel Padmé, se náhodou stane svědkem toho, jak klonoví vojáci zavraždí malého chlapce, který byl padawanem. Odlétá proto z Coruscantu, aby našel Jedie. Klonoví vojáci se opravdu obrátí proti Jediům a vyvraždí je. Uniknou pouze mistr Yoda a Obi-Wan a asi 20 dalších Jediů, kteří jsou během dalších let systematicky hledáni a vyvražďováni. Mistr Yoda a Obi-Wan se setkají s Organou a odlétají zpět na Coruscant.
Svoje zohavení použije Sidious jako důkaz, že jsou Jediové zrádci. Zmanipulovaní senátoři krátce na to odhlasují přeměnu Republiky na Impérium a Sidious se stane Imperátorem, neboli císařem.
Během zasedání Senátu proniknou Yoda a Obi-Wan do chrámu Jediů a z bezpečnostního hologramu zjistí, že se Anakin stal Sithem. Yoda rozhodne, že se pokusí zničit Sithy; on si vezme na starost Sidiouse a Obi-Wana posílá zabít Anakina. Yoda se vydává do budovy Senátu zabít Sidiouse, boj však skončí nerozhodně a zarmoucený Yoda mizí. Povede se mu utéct a s Organou unikne z Coruscantu, později přistane na planetě Dagobah. kde začne žít ve vyhnanství.
Obi-Wanovi se sice nechce s Anakinem bojovat, ale musí, a tak se vydává za Padmé, aby zjistil, kde Anakin je. Řekne Padmé, že se Anakin stal Sithem a ta ihned odlétá na Mustafar, aby se zeptala přímo Anakina. Obi-Wan se schová v její lodi. Anakin Padmé rád vidí, ale Padmé je zděšena tím, co se z něj stalo. Když nakonec Anakin spatří Obi-Wana, obviní Padmé ze zrady a málem ji uškrtí sithským stiskem. Poté bojuje s Obi-Wanem, jsou však naprosto stejně silní. Anakinovi se ale povede poškodit mečem ovládací panel budovy, ve které se nachází, a ta se začne zanořovat do lávy (celý povrch Mustafaru je pokryt lávou). V nových podmínkách Obi-Wan získá převahu a shodí Anakina příliš blízko lávotoku, kde mladík vzplane; Obi-Wan se však nedovede přinutit k tomu, aby ho zabil. Anakin je těžce popálený. Obi-Wan následně odletí s Padmé z planety, Padmé ale začíná rodit.
Sidious odlétá na Mustafar, aby našel Anakina. Povede se mu ho najít a aby mu zachránil život, vystrojí jej do černého kybernetického obleku. Když se Anakin probere, prvně se ptá na Padmé. Sidous mu řekne, že ji přece on, Anakin, zabil, aby byl Anakin napříště věrný jen jemu.
Padmé se mezitím narodí dvojčata – chlapeček a holčička, které následně pojmenuje Luke a Leia. Kvůli Anakinově proměně ale ztratí vůli žít a po porodu umírá; pořád je ale přesvědčena, že Anakin není úplně zlý. Její dcerku adoptuje senátor Organa, chlapce odveze Obi-Wan na Tatooine za Anakinovými příbuznými. Obi-Wan odchází do exilu a začíná nový život na Tatooinu jako Ben Kenobi, zároveň tak může dohlížet na Luka.

## Reakce
Po svém uvedení v USA byl film pozitivně oceněn z řad kritiků, na rozdíl od předchozích dvou dílů, těm byl vyčítán nevýrazný děj (přesto mnoho kritiků ale stále poukazovalo na romantickou zápletku jako na nevhodnou). Celkem film vydělal svým tvůrcům 850 milionů dolarů, což z něj učinilo 12. nejvýnosnější snímek v historii a 2. nejvýnosnější pro rok 2005. Uzavřela se tak celá šestidílná sága, která začala prvním filmem z roku 1977.

## Obsazení
| Ewan McGregor      | Obi-Wan Kenobi               |
| Natalie Portmanová | Padmé Amidala                |
| Hayden Christensen | Anakin Skywalker             |
| Ian McDiarmid      | Palpatine                    |
| Samuel L. Jackson  | Mace Windu                   |
| Frank Oz           | Yoda                         |
| Jimmy Smits        | Bail Organa                  |
| Anthony Daniels    | C3PO                         |
| Christopher Lee    | Hrabě Dooku                  |
| Silas Carson       | Ki-Adi-Mundi                 |
| Ahmed Best         | Jar Jar Binks                |
| Temuera Morrison   | Cody (Velitel klonů CC-2224) |

| Postava          | Dabing             |
| ---------------- | ------------------ |
| Obi-Wan Kenobi   | Saša Rašilov       |
| Padmé Amidala    | Monika Ticháčková  |
| Anakin Skywalker | Bohumil Švarc ml.  |
| Palpatine        | Jiří Plachý        |
| Yoda             | Bohuslav Kalva     |
| Mace Windu       | Pavel Rímský       |
| Generál Grievous | Jaroslav Kaňkovský |
| Hrabě Dooku      | Bohumil Švarc      |
| Darth Vader      | Bohumil Švarc      |
| C-3PO            | Tomáš Juřička      |